# Manuel Maria de Melo e Simas
Manuel Maria de Melo e Simas (São Roque do Pico, 22 de julho de 1835 — Matriz (Horta), 25 de janeiro de 1901), mais conhecido por Conselheiro Mello e Simas, foi um magistrado e político, deputado às Cortes pelo círculo eleitoral da Horta, administrador do concelho da Horta e governador civil do Distrito da Horta.

## Biografia
Obteve em 1892 o grau de bacharel em Direito pela Universidade de Coimbra, complementado com curso administrativo. Nesse mesmo ano foi provido administrador do concelho da Horta.
Foi procurador à Junta Geral do Distrito, em 1864.
Foi eleito deputado para a legislatura de 1875-1878, pelo círculo uninominal das Lajes do Pico, e para a legislatura de 1893-1894, pelo círculo da Horta, em ambas as circunstâncias pelo Partido Regenerador. Foi governador civil do Distrito da Horta, de 4 a 28 de maio de 1881, nomeado pelo 38.º governo da Monarquia Constitucional, presidido por António Rodrigues Sampaio. 
Foi juiz de direito na comarca das Velas de São Jorge, entre 1888 e 1890 e depois entre 1894 e 1896, quando passou a juiz de 2.ª classe.
O Conselheiro Mello e Simas é lembrado na toponímia da cidade da Horta, onde a antiga rua do Livramento, no centro histórico da cidade, tem o seu nome.